# Ne waza
Ne waza (寝技) é o conjunto de técnicas das artes marciais japonesas que são executadas no chão, ou seja, aquelas técnicas, sejam elas quais forem, keri waza, katame waza, nage waza, desde que o lutador esteja rente ao solo, vale dizer, sem estar em posição de pé ou genuflexa, será considerada ne waza. Particularmente, quando se refere ao judô ou jiu-jitsu, há uma certa sinonímia com as técnicas de imobilização (submissão), ou katame waza.

## Aiquidô
Basicamente, no aiquidô as técnicas de ne waza, concebidas mais como submissão, são divididas em:
- Osaekomi waza, ou técnicas de imobilização
- Shime waza, estrangulamentos e torções.

## Judô
Como se trata de uma arte que deriva diretamente dos campos de batalhas, onde se enfrentavam os samurais, submeter o adversário era questão de vida ou morte e, nesse contexto, as técnicas de submissão e controle denominadas Katame waza (固技, utilizadas no domínio no solo, são um grupo composto que incluem:

- Osaekomi waza (押込技) - Técnicas de imobilizações
- Shime waza (絞技) - Técnicas de estrangulamentos
- Kansetsu waza (关节技) - Técnicas de articulação

Ainda que as técnicas de submissão sejam em sua grande parte e na maioria das vezes aplicadas em solo, estas podem ser usadas em pé. Daí não se pode dizer que são expressões sinônimas, isto se revela mais verdadeiro em outras modalidades de lutas que as empregam, como caratê e aikidô.
As técnicas de arremesso e as técnicas de domínio no solo são inseparáveis, ambas trabalham juntas auxiliando uma a outra para decidir uma vitória ou uma derrota, sendo katame waza as seqüências de um arremesso, assim as técnicas de nage waza possuem um grande poder.
A melhor e mais correta ordem a seguir no aprendizado das técnicas de domínio no solo é começar com as imobilizações, seguindo com os estrangulamentos e terminando com as técnicas de articulações. O ideal é que o foco inicial seja o conhecimento das técnicas de imobilização até que os movimentos principais façam parte da reação natural do corpo.